# Šmatevž
Šmatevž (Duits: Sankt Mattäi, 1943–1945 Straußenegg) is een plaats in Slovenië en maakt deel uit van de gemeente Braslovče in de NUTS-3-regio Savinjska. De plaats telde 197 inwoners op 1 januari 2020.

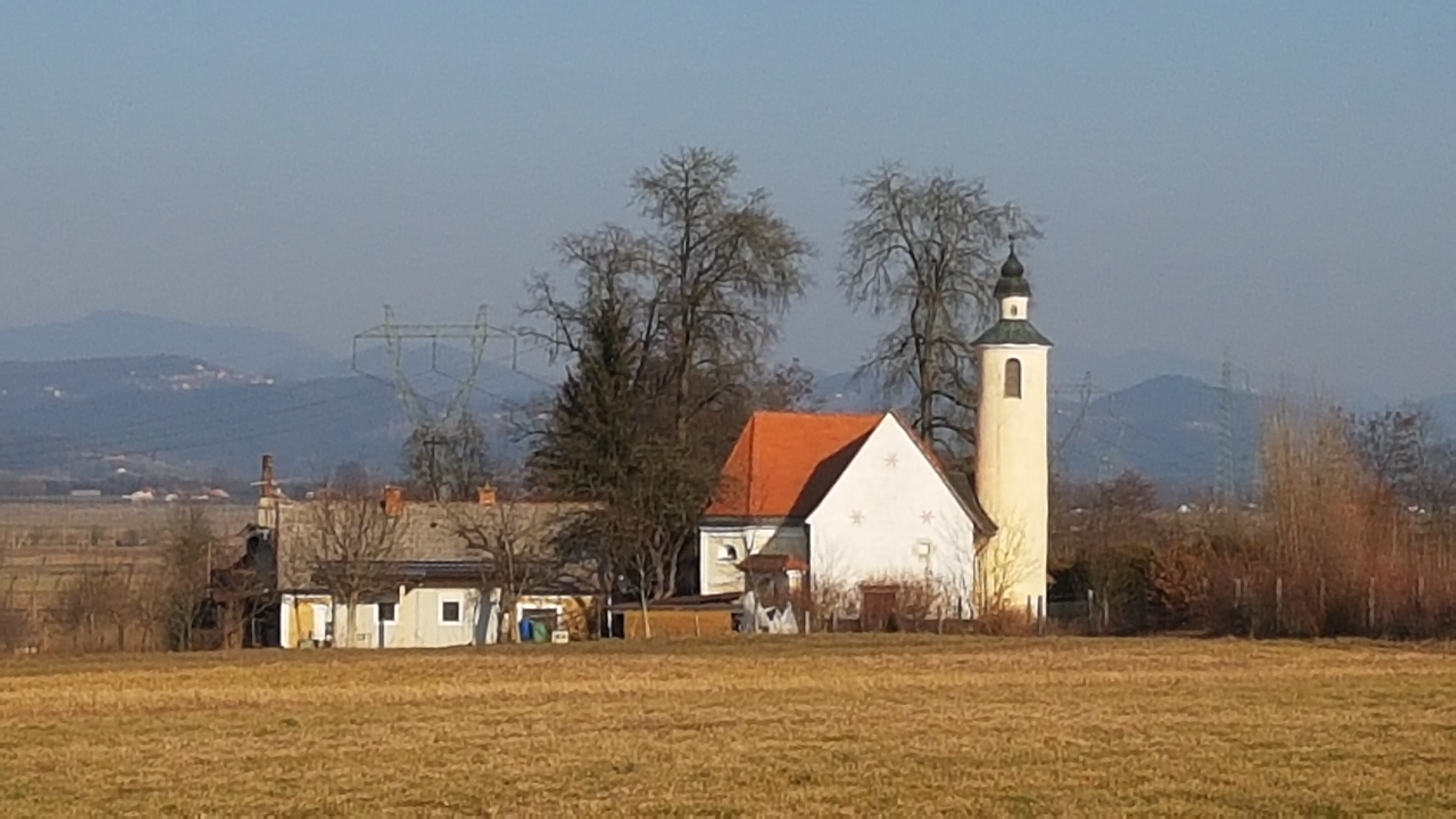
Sint Mattheüskerk